# ایگور گلوشچویچ
ایگور گلوشچویچ (انگلیسی: Igor Gluščević؛ زادهٔ ۳۰ مارس ۱۹۷۴) بازیکن سابق فوتبال اهل مونته‌نگرو است که در پست مهاجم بازی می‌کرد.